# Rimpel (huid)

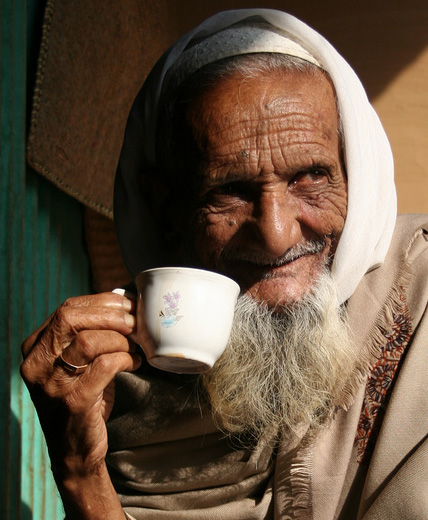
Gerimpelde Bangladeshi

Een rimpel is een vouw in het huidoppervlak. Bij permanente rimpels is sprake van een cutane breuk veroorzaakt door het verzakken van de huidstructuur, hetgeen op zijn beurt weer een effect is van een teruglopende aanwezigheid van een tweetal eiwitten:
- Collageen, een belangrijk deel van het bindweefsel. Dit eiwit is onderhevig aan erosie als gevolg van het strekken en samentrekken van bepaalde delen van het gezicht (denk aan grimassen en zenuwtrekjes) en als gevolg van blootstelling aan de buitenlucht (verwering, maar ook bijvoorbeeld littekenvorming als gevolg van wondjes).
- Elastine, een eiwit dat zorgt voor de soepelheid van de huid. Een verminderde aanwezigheid hiervan resulteert in een groter huidvolume, wat bijvoorbeeld een onderkin tot gevolg heeft.

## Soorten rimpels
- Voorhoofdsrimpels: rimpels die horizontaal over het voorhoofd lopen
- Kraaienpootjes: rimpels aan de zijkant van het hoofd die van de ooghoeken in de richting van de oren lopen
- Mondrimpels

## Oorzaken
Er zijn drie belangrijke oorzaken voor het ontstaan van rimpels aan te wijzen:
- Het hormonale verouderingsproces, hetgeen vooral bij vrouwen na de menopauze optreedt.
- Natuurlijk verouderingsproces, hetgeen versterkt kan worden door andere factoren zoals roken en stress.
- Veroudering als gevolg van blootstelling aan zonlicht. Uv-straling is een van de belangrijkste oorzaken voor een vroegtijdige veroudering van de huid, en het eenvoudigst om tegen te gaan: simpelweg kleding dragen en zonnebrandcrème aanbrengen op lichaamsdelen die aan zonlicht blootgesteld worden.

## Preventie
Onderzoek aan de Erasmus Universiteit onder 2700 Rotterdamse 50-plussers toonde aan dat vrouwen die een gezond voedingspatroon hebben, met veel groenten en fruit, minder rimpels in het gezicht hebben dan vrouwen die ongezond eten. Bij mannen leek het niet uit te maken of iemand gezond of ongezond eet.
Tijdens het onderzoek werd ontdekt dat vrouwen die het mediterrane dieet (veel groente en fruit, weinig vlees, veel vis en dagelijks een glas wijn) volgen niet significant minder rimpels hebben. Het lijkt erop dat alcohol het effect van gezonde voeding teniet doet als het gaat om rimpelvorming.

## Behandeling
Rimpelvorming is weliswaar een volkomen natuurlijke aangelegenheid, maar gaat enigszins in tegen de gangbare schoonheidsidealen. Als gevolg hiervan is er binnen de cosmetica een miljoenenindustrie ontstaan die zich bezighoudt met het tegengaan van rimpels. Botox is een bekend product, maar ook peelings en laserbehandelingen beloven de 'eeuwige jeugd'.

## Badrimpels

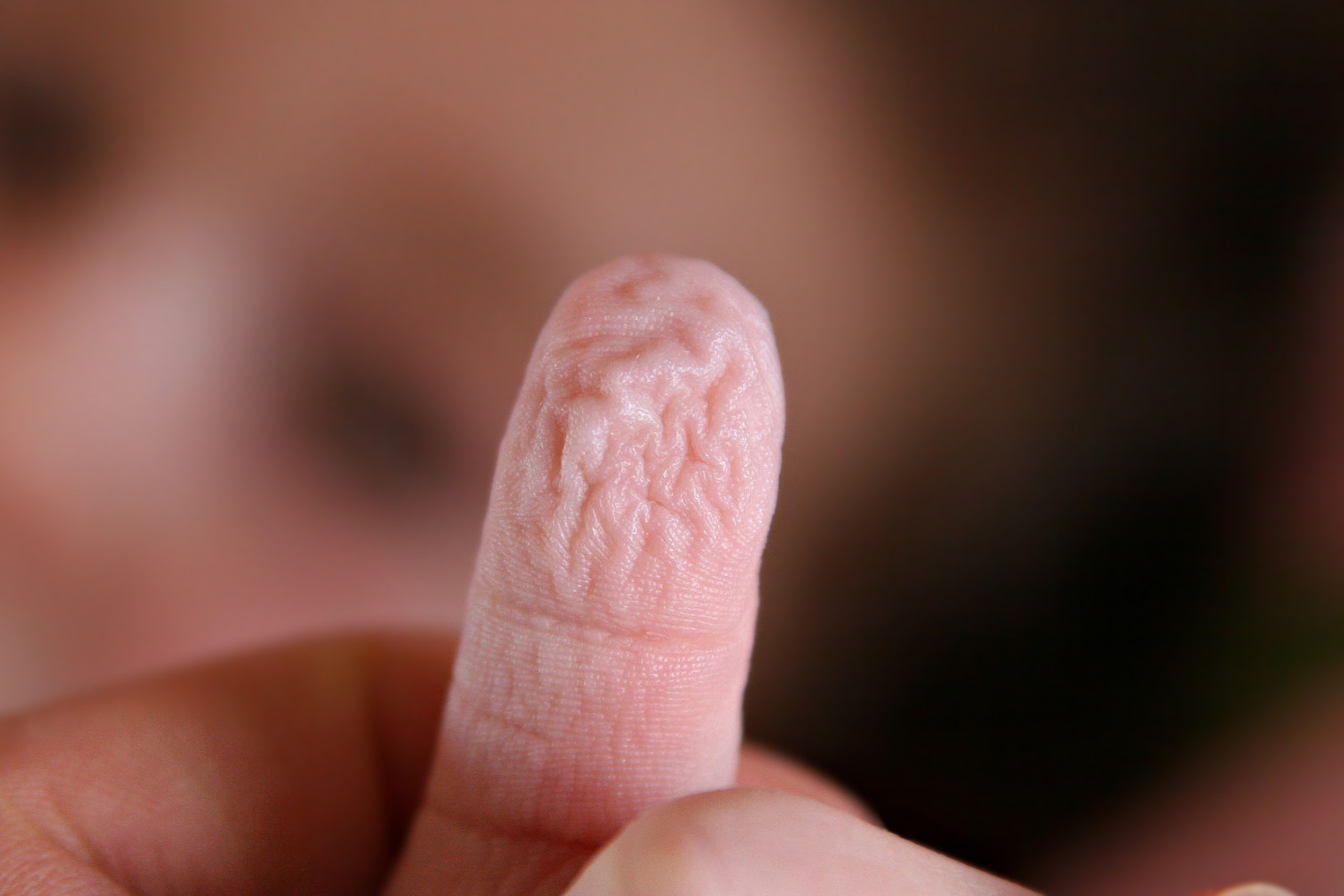
Een na een warm bad gerimpelde vinger

De huid van de handen en voeten heeft een zeer sterke neiging tot tijdelijk rimpelen na een langdurige blootstelling aan water, bijvoorbeeld het nemen van een bad. De meest gebruikelijke uitleg is dat de huid opzwelt als gevolg van wateropname, en vooral in de haarloze lichaamsdelen die een grotere aanmaak van talg kennen. Onderzoek uit 2011 suggereert dat het rimpelen van natte vingers een evolutionair proces is geweest om de grip in natte omstandigheden te verbeteren.